# Ходускін Денис Іванович
Дени́с Іва́нович Ходускін — солдат Збройних сил України, учасник російсько-української війни, що відзначився під час російського вторгнення в Україну в 2022 році.

## Життєпис
Денис Ходускін народився 2000 року в Краматорську на Донеччині. Після закінчення 9-ти класів загальноосвітньої школи навчався у групі ОМ 18-1 Краматорського вищого професійного училища (ПТУ № 14), яке закінчив у 2020 році, спеціальність — технологія обробки матеріалів на верстатах і автоматичних лініях.

## Нагороди
- орден «За мужність» III ступеня (2022) — за особисту мужність і самовіддані дії, виявлені у захисті державного суверенітету та територіальної цілісності України, вірність військовій присязі[1].